# Ламарр, Фил
Фил Ламарр (англ. Phil LaMarr; род. 24 января 1967, Лос-Анджелес, Калифорния) — американский актёр кино и телевидения, озвучивания, изредка выступает как сценарист.

## Биография
Филлип Ламарр родился 24 января 1967 года в Лос-Анджелесе. Окончил старшую школу Гарвард—Уэстлейк, а затем Йельский университет, где играл в импровизационной труппе Purple Crayon. Окончил университет в 1989 году. Стал членом труппы The Groundlings, которая тоже занималась импровизацией, постановкой комедийных скетчей. Кроме того, Ламарр выступал в клубах той же тематики The Second City и iO Theater.
Первая работа Ламарра как актёра озвучивания была в 1983 году, когда он озвучил гимнаста Вуди Дэниэлса в нескольких эпизодах мультсериала «Мистер T». После этого последовал достаточно длительный перерыв, а в 1991 году Ламарр впервые вживую появился на телеэкранах в одном эпизоде сериала This Week in Joe's Basement. После этого актёр стал появляться на телевидении очень часто. В том же 1991 году Ламарр впервые попробовал себя в озвучивании компьютерных игр — его голосом говорил стражник в игре «Остров Обезьян 2: Месть Лечака». Дебют актёра на широком экране состоялся в 1994 году — он сыграл роль Марвина в культовой ленте «Криминальное чтиво». По первоначальному сценарию, пуля должна была пройти сквозь горло Марвина, а Джулс и Винсент должны были его добить. Но Филипп Ламарр обратился к Тарантино и сказал, что такое развитие сюжета оттолкнет зрителя, и смерть героя стала моментальной и фееричной.
В 1995 году Фил Ламарр впервые попробовал себя как сценариста: за три года он написал сценарии к 66 выпускам скетч-шоу «Безумное телевидение».

## Избранные работы
C 1991 года по настоящее время (март 2020 года) Фил Ламарр был указан в титрах более чем к 455 работам: в его багаже мультфильмы, мультсериалы, полнометражные широкоэкранные фильмы, телесериалы, видеоигры.

### Широкий экран
- 1994 — Криминальное чтиво / Pulp Fiction — Марвин
- 1994 — Эта кошмарная Пэт / It's Pat — сценический менеджер
- 1996 — Био-Дом / Bio-Dome — ассистент
- 1998 — Фан-клуб[англ.] / Free Enterprise — Эрик
- 2001 — Поговорим о сексе / Speaking of Sex — Джоэл Джонсон-младший
- 2002 — Джейн Уайт, у которой не все дома[англ.] / Jane White Is Sick & Twisted — Берт
- 2004 — Человек-паук 2 / Spider-Man 2 — пассажир в поезде (в титрах не указан)
- 2008 — Услуга за услугу / Quid Pro Quo — претендент на роль лидера группировки
- 2008 — Сводные братья / Step Brothers — второй покупатель дома
- 2009 — Так себе каникулы / Old Dogs — Джо
- 2011 — Живая сталь / Real Steel — комментатор боёв
- 2014 — Мужчины, женщины и дети / Men, Women & Children — Шринк

### Телевидение
- 1993 — Принц из Беверли-Хиллз / The Fresh Prince of Bel-Air — Эдвард (в 1 эпизоде)
- 1993 — Без ума от тебя / Mad About You — Маршалл (в 1 эпизоде)
- 1994 — Шоу Джорджа Карлина[англ.] / The George Carlin Show — Боб Браун (в 7 эпизодах)
- 1995—2000 — Безумное телевидение / Mad TV — Шон Коумз, Сэмми Дэвис-мл., Луис Фаррахан, Майкл Джексон, Мартин Лоуренс, Спайк Ли, Сидни Пуатье, Колин Пауэлл, Принс, Билл Мар, Бен Верин, Крис Такер, Майкл Уинслоу, Рик Джеймс, Билли Кристал, Бобби Браун, Бернард Шоу[англ.], Синбад, Канье Уэст, Дон Кинг, Джонни Кокран[англ.], Нэт Кинг Коул, Шерман Хемсли[англ.], Крис Рок, Ice-T, Рэй Чарльз, Мо Говард[англ.] и несколько других известных людей, причём не всегда темнокожих (в 122 выпусках)
- 1997, 1999 — Счастливы вместе: Сказки для каждого ребёнка[англ.] / Happily Ever After: Fairy Tales for Every Child — разные роли (в 2 эпизодах)
- 2001 — Полиция Нью-Йорка / NYPD Blue — Сидни Томпсон (в 2 эпизодах)
- 2009, 2014 — Касл / Castle — доктор Холлоуэй (в 3 эпизодах)
- 2010—2011 — Биг Тайм Раш / Big Time Rush — Хоук (в 3 эпизодах)

### Озвучивание фильмов, мультфильмов и мультсериалов
- 1998 — Дикая семейка Торнберри / The Wild Thornberrys — разные роли (в 2 эпизодах)
- 1999, 2003 — Эй, Арнольд! / Hey Arnold! — Джейми О. Йоханссен (в 2 эпизодах)
- 1999—2005, 2007—2009 — Царь горы / King of the Hill — разные роли (в 18 эпизодах)
- 1999—2003, 2010—2013 — Футурама / Futurama — Гермес Конрад, бюрократ / второстепенные персонажи (в 117 эпизодах)
- 1999—2003, 2005—2023 — Гриффины / Family Guy — Олли Уильямс, метеоролог / второстепенные персонажи (в 70 эпизодах)[5]
- 2000 — Ген-13[англ.] / Gen¹³ — Алекс Фэйрчайлд
- 2000 — Приключения Базза Лайтера из Звёздной команды[англ.] / Buzz Lightyear of Star Command — разные роли (в 5 эпизодах)
- 2000—2001 — Клиффорд — большой рыжий пёс[англ.] / Clifford the Big Red Dog — разные роли (в 3 эпизодах)
- 2000—2004 — Весёлые выходные[англ.] / The Weekenders — разные роли (в 71 эпизоде)
- 2000—2004 — Статический шок / Static Shock — разные роли (в 52 эпизодах)
- 2001 — Легенда о Тарзане / The Legend of Tarzan — Басули (в 4 эпизодах)
- 2001, 2003—2005, 2007 — Харви Бёрдман / Harvey Birdman, Attorney at Law — разные роли (в 9 эпизодах)
- 2001—2002 — Захватчик Зим / Invader Zim — разные роли (в 5 эпизодах)
- 2001—2004, 2017 — Самурай Джек / Samurai Jack — Самурай Джек / второстепенные персонажи (в 58 эпизодах)
- 2001—2004 — Лига справедливости / Justice League — Зелёный Фонарь / другие персонажи (в 39 эпизодах)
- 2001—2005 — Гордая семья[англ.] / The Proud Family — разные роли (в 18 эпизодах)
- 2001—2007 — Ужасные приключения Билли и Мэнди / The Grim Adventures of Billy & Mandy — разные персонажи (в 19 эпизодах)
- 2002 — Суперкрошки[англ.] / The Powerpuff Girls Movie — две роли
- 2002, 2003, 2005, 2007 — Ким Пять-с-Плюсом / Kim Possible — Винни (в 6 эпизодах)
- 2002—2004 — Оззи и Дрикс[англ.] / Ozzy & Drix — Осмосис Джонс (в 26 эпизодах)
- 2003 — Скуби-Ду и легенда о вампире / Scooby-Doo and the Legend of the Vampire — Дэниэл Илливара / Король
- 2003 — Аниматрица / The Animatrix — Дуо (в новелле «Программа»)
- 2003—2004 — Мозги под шубой[англ.] / Evil Con Carne — Гектор Кон Карн / второстепенные персонажи (в 12 эпизодах)
- 2003—2006 — Приключения Джимми Нейтрона, мальчика-гения / The Adventures of Jimmy Neutron: Boy Genius — Болби Стогановски, ученик из Башмакотарстана (в 24 эпизодах)
- 2004 — Скуби-Ду и тайна лох-несского чудовища / Scooby-Doo! and the Loch Ness Monster — Ангус Хаггарт / волонтёр
- 2004 — Подводная братва / Shark Tale — владелец магазина креветок
- 2004 — Кенгуру Джекпот: Новые приключения[англ.] / Kangaroo Jack: G'Day U.S.A.! — Майки и Рико, воры
- 2004, 2005 — Что новенького, Скуби-Ду? / What's New, Scooby-Doo? — разные роли (в 2 эпизодах)
- 2004—2006 — Лига справедливости: Без границ / Justice League Unlimited — Зелёный Фонарь / другие персонажи (в 21 эпизоде)
- 2004—2009 — Фостер: Дом для друзей из мира фантазий / Foster's Home for Imaginary Friends — разные персонажи (в 71 эпизоде)
- 2005 — Стьюи Гриффин: Нерассказанная история / Stewie Griffin: The Untold Story — Олли Уильямс, метеоролог / второстепенные персонажи
- 2005 — Кино о гордой семье[англ.] / The Proud Family Movie — две роли
- 2005—2006 — Лунатики / Loonatics Unleashed — Дрейк Сайфер (в 3 эпизодах)
- 2005—2006 — Жизнь и приключения Джунипер Ли / The Life and Times of Juniper Lee — разные роли (в 3 эпизодах)
- 2005, 2008 — Робоцып / Robot Chicken — разные роли (в 3 эпизодах)
- 2006 — Железобетон / 鉄コン筋クリート — Сумерки, соправитель города Ютако (в англоязычном издании)
- 2006 — Хеллбой: Меч штормов[англ.] / Hellboy: Sword of Storms — разные роли
- 2006 — Аватар: Легенда об Аанге / Avatar: The Last Airbender — Царь Земли / второстепенные персонажи (в 3 эпизодах)
- 2006, 2008 — Мультреалити / Drawn Together — курьер-доставщик (в 3 эпизодах)
- 2006—2008 — Мой друг — обезьяна / My Gym Partner’s a Monkey — Вёрджил, акула / Еврипида, акула / Инду, слон / второстепенные персонажи (в 20 эпизодах)
- 2007 — Большое пугающее приключении Билли и Мэнди[англ.] / Billy & Mandy's Big Boogey Adventure — космический злодей / Дракула / второстепенные персонажи
- 2007 — Черепашки-ниндзя / TMNT — второстепенные персонажи
- 2007 — Битва за планету Терра / Battle for Terra — торговец тканями
- 2007 — Футурама: Большой куш Бендера / Futurama: Bender's Big Score — Гермес Конрад, бюрократ / второстепенные персонажи
- 2007—2009 — Чаудер / Chowder — разные роли (в 4 эпизодах)
- 2008 — Dragonlance: Драконы осенних сумерек / Dragonlance: Dragons of Autumn Twilight — Речной Ветер / Гилтанас
- 2008 — Футурама: Зверь с миллиардом спин / Futurama: The Beast with a Billion Backs — Гермес Конрад, бюрократ / второстепенные персонажи
- 2008 — Мадагаскар 2 / Madagascar: Escape 2 Africa — гид-проводник
- 2008 — Футурама: Игра Бендера / Futurama: Bender's game — Гермес Конрад, бюрократ / второстепенные персонажи
- 2008 — Пункт назначения — воображение[англ.] / Destination: Imagination — Уилт / Джеки Ноунз
- 2008—2009 — Росомаха и Люди Икс / Wolverine and the X-Men — Боливар Траск / Гамбит (Реми Лебо) (в 5 эпизодах)
- 2008—2009 — Новые приключения Человека-паука / The Spectacular Spider-Man — разные персонажи (в 14 эпизодах)
- 2008—2009 — Трансформеры / Transformers: Animated — разные персонажи (в 12 эпизодах)
- 2008—2012, 2014 — Звёздные войны: Войны клонов / Star Wars: The Clone Wars — разные роли (в 20 эпизодах)
- 2009 — Афросамурай: Воскрешение / Afro Samurai: Resurrection — Афросамурай-подросток
- 2009 — Футурама: В дикие зелёные дали / Futurama: Into the Wild Green Yonder — Гермес Конрад, бюрократ / второстепенные персонажи
- 2009 — Любопытный Джордж 2: Следуй за обезьяной![англ.] / Curious George 2: Follow That Monkey! — служитель парка животных
- 2009—2011 — Гленн Мартин[англ.] / Glenn Martin, DDS — Эразм / Джерси Пит / дедушка Берт (в 5 эпизодах)
- 2010 — Бэтмен: Под красным колпаком / Batman: Under the Red Hood — Рик / Балк
- 2010 — Кошки против собак: Месть Китти Галор / Cats & Dogs: The Revenge of Kitty Galore — Лапы / кошачий шпионский аналитик
- 2010 — Том и Джерри: Шерлок Холмс / Tom and Jerry Meet Sherlock Holmes — Спайк / полицейский
- 2010 — Скуби-Ду! Истории летнего лагеря / Scooby-Doo! Camp Scare — Дэррил
- 2010—2012 — Мстители. Величайшие герои Земли / The Avengers: Earth's Mightiest Heroes — Эдвин Джарвис / Саймон Уильямс (Чудо-Человек) (в 18 эпизодах)
- 2010—2013 — Юная Лига Справедливости / Young Justice — разные роли (в 16 эпизодах)
- 2011 — Красная Шапка против зла / Hoodwinked Too! Hood vs. Evil — Вуд / Эрнесто
- 2012 — Наполеон Динамит / Napoleon Dynamite — разные роли (в 4 эпизодах)
- 2012 — Замбезия / Zambezia — птица-комментатор
- 2012 — Крошка из Беверли-Хиллз 3 / Beverly Hills Chihuahua 3: Viva la Fiesta! — Диего / Чёрный Лаббет басист
- 2012 — Том и Джерри: Робин Гуд и мышь-весельчак[англ.] / Tom and Jerry: Robin Hood and His Merry Mouse — Спайк
- 2012—2013 — Приключения Надоедливого Апельсина[англ.] / The High Fructose Adventures of Annoying Orange — разные роли (в 7 эпизодах)
- 2012—2013 — Кайдзюдо[англ.] / Kaijudo — разные роли (в 50 эпизодах)
- 2012—2014 — Совершенный Человек-паук / Ultimate Spider-Man — разные роли (в 5 эпизодах)
- 2012 — наст. время — Черепашки-ниндзя / Teenage Mutant Ninja Turtles — Бакстер Стокман (Стокман-Муха) / рабочий (в 10 эпизодах)
- 2013 — Страстный Мадагаскар / Madly Madagascar — экскурсовод
- 2013 — Том и Джерри: Гигантское приключение[англ.] / Tom and Jerry's Giant Adventure — Спайк
- 2013 — Король сафари / Khumba — старик
- 2013, 2014 — Американский папаша! / American Dad! — агент Крисп (в 2 эпизодах)
- 2013—2014 — Turbo FAST — Смув Мув (в 25 эпизодах)
- 2013 — наст. время — Обычный мультик / Regular Show (в 3 эпизодах)
- 2014 — Микселы[англ.] / Mixels — разные роли (в 3 эпизодах)
- 2014 — Симпсоны / The Simpsons — Гермес Конрад (в эпизоде Simpsorama)

### Озвучивание видеоигр
- 1991 — Остров Обезьян 2: Месть Лечака / Monkey Island 2: LeChuck's Revenge — стражник губернатора Фэтта
- 2001 — Metal Gear Solid 2: Sons of Liberty — Вамп[англ.] (в англоязычном издании)
- 2003 — Звёздные войны: Рыцари Старой Республики / Star Wars: Knights of the Old Republic — Гэдон Тек
- 2003 — Jak II — Сиг / стражники Кримзона
- 2003 — Терминатор 3: Восстание машин[англ.] / Terminator 3: Rise of the Machines — второстепенные персонажи
- 2004 — Самурай Джек: Тень Аку / Samurai Jack: The Shadow of Aku — Самурай Джек / второстепенные персонажи
- 2004 — Ground Control II: Operation Exodus — Эрвон Дрезнер
- 2004 — Doom 3 — второстепенные персонажи
- 2004 — Подводная братва[англ.] / Shark Tale — Оскар
- 2004 — Люди доблести / Men of Valor — Дин Шепард / чернокожий морской пехотинец
- 2004 — Jak 3 — Сиг / граф Вегер
- 2004 — Vampire: The Masquerade – Bloodlines — Малкольм / Скелтер / Толстый Ларри / прочие персонажи
- 2004 — Звёздные войны: Рыцари Старой Республики 2 — Лорды ситхов / Star Wars: Knights of the Old Republic II – The Sith Lords — разные персонажи
- 2004 — Бойцовская ночь 2004 / Fight Night 2004 — комментатор боёв (в титрах не указан)
- 2005 — Mercenaries: Playground of Destruction — Кристофер Джейкобс / новостной корреспондент
- 2005 — Мадагаскар / Madagascar — Марти, зебра
- 2005 — Quake 4 — морские пехотницы
- 2005 — Jak X: Combat Racing — разные роли
- 2005 — Матрица: Путь Нео / The Matrix: Path of Neo — оператор / капитан Баллард / солдат SWAT
- 2005 — 50 Cent: Bulletproof[англ.] — Багс
- 2006 — Daxter — Кэден / граф Вегер
- 2006 — Final Fantasy XII — Реддас, воздушный пират (в англоязычном издании)
- 2006 — The Grim Adventures of Billy & Mandy — Дракула
- 2006 — Гриффины / Family Guy Video Game! — Олли Уильямс, метеоролог / второстепенные персонажи
- 2006 — Легенда о Спайро: Новое начало / The Legend of Spyro: A New Beginning — Кейн / второстепенные персонажи
- 2006 — Marvel: Ultimate Alliance — Чёрная Пантера / Колосс / Лунный рыцарь / второстепенные персонажи
- 2007 — Человек-Паук 3 / Spider-Man 3 — рабочий в подземке / второстепенные персонажи
- 2007 — Шрек Третий / Shrek the Third — Ланселот / крестьянин
- 2008 — Condemned 2: Bloodshot — агент Пирс Лерю / городской гик
- 2008 — Спиди-гонщик[англ.] / Speed Racer: The Videogame — Снейк Ойлер
- 2008 — Metal Gear Solid 4: Guns of the Patriots — Вамп[англ.] (в англоязычном издании)
- 2008 — Наёмники 2: Мир в огне / Mercenaries 2: World in Flames — Кристофер Джейкобс
- 2008 — Saints Row 2 — мистер Саншайн
- 2008 — Мадагаскар: Побег в Африку / Madagascar: Escape 2 Africa — Марти, зебра
- 2009 — Cartoon Network Universe: FusionFall[англ.] — Самурай Джек / Уилт / Дракула
- 2009 — Афросамурай[англ.] / Afro Samurai — Афросамурай-подросток / второстепенные персонажи
- 2009 — С.Т.Р.А.Х. 2: Проект «Источник» / F.E.A.R. 2: Project Origin — Седрик Гриффин, старший сержант отряда Дельта
- 2009 — Прототип / Prototype — доктор Брэдли Регленд
- 2009 — Дурная репутация / InFamous — Джон Уайт
- 2009 — Облачно, возможны осадки в виде фрикаделек / Cloudy with a Chance of Meatballs — Кэл Деверо / второстепенные персонажи
- 2009 — Звёздные войны: Войны клонов — герои Республики / Star Wars: The Clone Wars – Republic Heroes — Кит Фисто, мастер-джедай, генерал Республиканской Армии и член Совета джедаев
- 2009 — Madagascar Kartz[англ.] — Марти, зебра
- 2009 — Джэк и Дэкстер: Последний рубеж / Jak and Daxter: The Lost Frontier — Скайхид / потерпевший крушение / диспетчер пиратского радио
- 2010 — Darksiders — Валгрим, демон-торговец, пожиратель душ
- 2010 — Mass Effect 2 — Мышь / Рукар / стражники «с промытыми мозгами»
- 2010 — Железный человек 2 / Iron Man 2 — второстепенные диалоги Машины войны
- 2010 — История игрушек 3[англ.] / Toy Story 3: The Video Game — Уизи
- 2011 — Лего Звёздные войны 3: Войны клонов / Lego Star Wars III: The Clone Wars — Кит Фисто
- 2011 — Marvel Super Hero Squad Online — Люк Кейдж / Гамбит / Ник Фьюри
- 2011 — Тор: Бог грома / Thor: God of Thunder — Хеймдалл[англ.]
- 2011 — Дурная репутация 2 / Infamous 2 — Джон Уайт
- 2011 — Железная бригада[англ.] / Iron Brigade — Моррис
- 2011 — Мёртвый остров / Dead Island — Сэм Би, угасающая звезда шоу-бизнеса, рэпер
- 2011 — Люди Икс: Судьба / X-Men: Destiny — Гамбит / Кузнец / второстепенные персонажи
- 2011 — Kinect Disneyland Adventures[англ.] — пират
- 2011 — Звёздные войны: Старая Республика / Star Wars: The Old Republic — Мастер Сьо Бакарн / Санью Пайн / второстепенные персонажи
- 2012 — Kingdom Hearts 3D: Dream Drop Distance — Феб (в англоязычном издании)
- 2012 — Diablo III — король Леорик / второстепенные персонажи
- 2012 — Darksiders II — Валгрим, демон-торговец, пожиратель душ
- 2013 — Metal Gear Rising: Revengeance — Кевин Вашингтон, военный советник (в англоязычном издании)
- 2013 — Несправедливость: Боги среди нас / Injustice: Gods Among Us — Аквамен / страж Аркема / Джон Стюарт
- 2013 — Мёртвый остров: Разрывное течение / Dead Island: Riptide — Сэм Би, угасающая звезда шоу-бизнеса, рэпер
- 2013 — Далёкий крик 3: Кровавый дракон / Far Cry 3: Blood Dragon — Т. Т. «Паук» Браун
- 2013 — Lego Marvel Super Heroes — Блейд / Гамбит / Машина войны / второстепенные персонажи
- 2013 — Юная Лига Справедливости: Наследие[англ.] / Young Justice: Legacy — король Орин / Аквамен / турист / второстепенные персонажи
- 2013 — Dota 2 / Dota 2 — Ящер
- 2014 — Средиземье: Тени Мордора / Middle-earth: Shadow of Mordor — Крысарий Трус
- 2015 — Смертельная битва Икс / Mortal Kombat X — Котал Кан, ацтекский бог крови
- 2019 — Смертельная битва 11 / Mortal Kombat 11 — Котал Кан, правитель Внешнего мира

### Сценарист
- 1995—1998 — Безумное телевидение / Mad TV (66 выпусков)
- 2004 — Мозги под шубой[англ.] / Evil Con Carne (1 эпизод)